# Campeonato Europeu Júnior de Natação de 1984
O Campeonato Europeu Júnior de Natação de 1984 foi a 11ª edição do evento organizado pela Liga Europeia de Natação (LEN). A competição foi realizada entre os dias 26 e 29 de julho de 1984 na cidade de Luxemburgo em Luxemburgo. Foi realizado um total de 34 provas, sendo quatro de saltos ornamentais. Teve como destaque a Alemanha Oriental com 38 medalhas no total.

## Participantes
- Natação: Feminino de 14 a 15 anos (1970 e 1969) e masculino de 15 a 16 anos (1969 e 1968)
- Saltos Ornamentais: Feminino de 15 a 16 anos (1969 e 1968) e masculino de 16 a 17 anos (1968 e 1967)

## Medalhistas

### Natação
Os resultados foram os seguintes. 
Masculino
| Evento          | Ouro                               | Ouro     | Prata                               | Prata    | Bronze                              | Bronze   |
| 100 m Livre     | Alemanha Oriental · René Wanzlik   | 52.69    | Polónia · Artur Wojdat              | 52.96    | Suécia · Henrik Mattsson            | 53.15    |
| 200 m Livre     | Alemanha Oriental · René Wanzlik   | 1:54.05  | Polónia · Artur Wojdat              | 1:54.92  | Alemanha Ocidental · Björn Knetter  | 1:55.36  |
| 400 m Livre     | Alemanha Ocidental · Markus Götze  | 3:59.91  | Alemanha Oriental · Raik Hannemann  | 4:00.61  | Polónia · Artur Wojdat              | 4:01.25  |
| 1500 m Livre    | França · Yann Cardineau            | 15:46.95 | Itália · Alessandro Ciucci          | 15:49.42 | Alemanha Ocidental · Markus Götze   | 15:52.76 |
| 100 m Costas    | Bulgária · Georgi Mihalev          | 57.65    | Alemanha Oriental · Patrick Kühl    | 59.30    | Hungria · Tamás Deutsch             | 59.74    |
| 200 m Costas    | Bulgária · Georgi Mihalev          | 2:05.41  | Alemanha Oriental · Patrick Kühl    | 2:07.22  | União Soviética · Pavel Kudriavtsev | 2:08.48  |
| 100 m Peito     | União Soviética · Albert Poleschuk | 1:04.88  | União Soviética · Armen Kobylin     | 1:05.29  | Itália · Andrea Cecchi              | 1:06.48  |
| 200 m Peito     | Hungria · Peter Szabó              | 2:23.34  | Itália · Luca Sacchi                | 2:23.43  | Grécia · Ioannis Milidakis          | 2:25.20  |
| 100 m Borboleta | Itália · Andrea Oriente            | 57.60    | União Soviética · Valentin Vlasenko | 57.61    | Alemanha Ocidental · Dirk Elspass   | 57.98    |
| 200 m Borboleta | Roménia · Robert Pinter            | 2:04.23  | União Soviética · Valentin Vlasenko | 2:04.43  | França · Christophe Bordeau         | 2:06.77  |
| 200 m Medley    | Alemanha Oriental · Raik Hannemann | 2:08.36  | União Soviética · Aleksey Osipov    | 2:09.78  | Alemanha Oriental · Mirko Erdmann   | 2:09.92  |
| 400 m Medley    | Hungria · József Szabó             | 4:30.12  | Alemanha Oriental · Raik Hannemann  | 4:32.43  | Itália · Luca Sacchi                | 4:33.14  |
| 4x100 m Livre   | Alemanha Oriental                  | 3:31.78  | Itália                              | 3:32.26  | Suécia                              | 3:33.80  |
| 4x200 m Livre   | Itália                             | 7:44.15  | Alemanha Oriental                   | 7:44.22  | França                              | 7:51.07  |
| 4x100 m Medley  | União Soviética                    | 3:55.92  | Alemanha Oriental                   | 3:59.29  | França                              | 4:00.07  |

Feminino
| Evento          | Ouro                                 | Ouro    | Prata                                | Prata   | Bronze                                | Bronze  |
| 100 m Livre     | Alemanha Oriental · Heike Friedrich  | 56.86   | Alemanha Oriental · Karen König      | 57.94   | Alemanha Ocidental · Jacqueline Exner | 58.20   |
| 200 m Livre     | Alemanha Oriental · Nadja Bergknecht | 2:01.02 | Alemanha Oriental · Karen König      | 2:01.09 | Hungria · Monika Gyuro                | 2:03.48 |
| 400 m Livre     | Alemanha Oriental · Grit Richter     | 4:13.19 | Alemanha Oriental · Katja Hartmann   | 4:15.59 | Hungria · Monika Gyuro                | 4:16.62 |
| 800 m Livre     | Alemanha Oriental · Grit Richter     | 8:37.29 | Alemanha Oriental · Katja HArtmann   | 8:43.13 | Hungria · Monika Gyuro                | 8:44.81 |
| 100 m Costas    | Alemanha Oriental · Heike Harzer     | 1:04.4  | Alemanha Oriental · Anke Schneider   | 1:05.2  | Itália · Giuseppina Patanè            | 1:05.35 |
| 200 m Costas    | Alemanha Oriental · Katja Hartmann   | 2:17.30 | Hungria · Monika Gyuro               | 2:17.72 | Roménia · Iulia Mateescu              | 2:18.32 |
| 100 m Peito     | Alemanha Oriental · Sylvia Gerasch   | 1:09.87 | União Soviética · Svetlana Kuzmina   | 1:11.60 | União Soviética · Svetlana Dubrovina  | 1:13.50 |
| 200 m Peito     | Alemanha Oriental · Sylvia Gerasch   | 2:30.81 | União Soviética · Svetlana Kuzmina   | 2:33.76 | Reino Unido · Stephanie Parker        | 2:38.77 |
| 100 m Borboleta | Alemanha Oriental · Kornelia Greßler | 1:00.78 | Alemanha Oriental · Jaqueline Zenner | 1:02.61 | Roménia · Iulia Mateescu              | 1:03.73 |
| 200 m Borboleta | Alemanha Oriental · Jaqueline Zenner | 2:14.45 | Alemanha Oriental · Kornelia Greßler | 2:15.47 | Roménia · Iulia Mateescu              | 2:18.37 |
| 200 m Medley    | Alemanha Oriental · Sylvia Gerasch   | 2:17.83 | França · Marie Wirth                 | 2:21.16 | Alemanha Oriental · Sabine Schake     | 2:21.31 |
| 400 m Medley    | Alemanha Oriental · Sabine Schacke   | 4:56.32 | Alemanha Oriental · Katja Hartmann   | 4:56.98 | Itália · Ivana Curzi                  | 4:57.59 |
| 4x100 m Livre   | Alemanha Oriental                    | 3:50.58 | Alemanha Ocidental                   | 3:54.19 | Países Baixos                         | 3:56.90 |
| 4x200 m Livre   | Alemanha Oriental                    | 8:19.35 | Suécia                               | 8:28.16 | Alemanha Ocidental                    | 8:28.26 |
| 4x100 m Medley  | Alemanha Oriental                    | 4:14.88 | União Soviética                      | 4:18.80 | Alemanha Ocidental                    | 4:23.96 |

### Saltos ornamentais
Masculino
| Evento                     | Ouro                                   | Ouro   | Prata                             | Prata  | Bronze                                 | Bronze |
| Trampolim 3 m individual   | Itália · Oscar Bertone                 | 540.12 | União Soviética · Arsen Djavadian | 508.14 | União Soviética · Aleksandr Gladchenko | 501.60 |
| Plataforma 10 m individual | União Soviética · Aleksandr Gladchenko | 530.49 | Alemanha Oriental · Jünge         | 482.46 | Itália · Oscar Bertone                 | 471.60 |

Feminino
| Evento                     | Ouro                         | Ouro   | Prata                                   | Prata  | Bronze                           | Bronze |
| Trampolim 3 m individual   | União Soviética · Andrekina  | 464.10 | Alemanha Oriental · Birgit Meuhlenbruch | 435.63 | Hungria · Agnes Gerlach          | 412.65 |
| Plataforma 10 m individual | União Soviética · Stalievich | 380.49 | União Soviética · Alla Lobankina        | 350.22 | Alemanha Oriental · Silke Abicht | 342.63 |

## Quadro de medalhas
| Ordem | País               | Medalha de ouro | Medalha de prata | Medalha de bronze | Total |
| ----- | ------------------ | --------------- | ---------------- | ----------------- | ----- |
| 1     | Alemanha Oriental  | 19              | 16               | 3                 | 38    |
| 2     | União Soviética    | 5               | 9                | 3                 | 17    |
| 3     | Itália             | 3               | 3                | 5                 | 11    |
| 4     | Hungria            | 2               | 1                | 5                 | 8     |
| 5     | Bulgária           | 2               | 0                | 0                 | 2     |
| 6     | Alemanha Ocidental | 1               | 1                | 6                 | 8     |
| 7     | França             | 1               | 1                | 1                 | 3     |
| 8     | Roménia            | 1               | 0                | 3                 | 4     |
| 9     | Polónia            | 0               | 2                | 1                 | 3     |
| 10    | Suécia             | 0               | 1                | 2                 | 3     |
| 11    | Grécia             | 0               | 0                | 1                 | 1     |
| 11    | Reino Unido        | 0               | 0                | 1                 | 1     |
| 11    | Países Baixos      | 0               | 0                | 1                 | 1     |
| Total | Total              | 34              | 34               | 34                | 102   |